# Гідрофосфат амонію
Гідрофосфат амонію (рос. Гидрофосфат аммония, англ. Diammonium phosphate, DAP, нім. Diammoniumhydrogenphosphat) — сіль амонію ортофосфорної кислоти.
Білий порошок, що добре розчиняється у воді.

## Отримання
Отримують гідрофосфат амонію реакцією аміаку та ортофосфорної кислоти:
{\displaystyle \mathrm {2\;NH_{3}+H_{3}PO_{4}\rightarrow (NH_{4})_{2}HPO_{4}} .}

## Використання
Гідрофосфат амонію входить до складу сухих добрив. На деякий час підвищує показник pH (збільшує основність) ґрунту, потім знижує його через Нітрифікацію аміаку.
Входить до складу суміші у порошкових вогнегасників.